# Mimosybra trimaculata
Mimosybra trimaculata es una especie de escarabajo del género Mimosybra, familia Cerambycidae. Fue descrita científicamente por Breuning en 1953.
Se distribuye por Papúa Nueva Guinea. Posee una longitud corporal de 6-8,5 milímetros.